# أيل آذن
الأَيِّل الآذَن أو الأيل مبروم الذنب أو الأيل البغل (الاسم العلمي: Odocoileus hemionus)، نوع من الثدييات التي تتبع فصيلة الأيليات. موطنها الأصلي غرب أمريكا الشمالية. تضم العديد من النويعات منها أيل أسود الذيل.